# Beráter
Beráter (z  německého Berater – poradce) byl představitel nacistického Německa, který působil ve válečné Slovenské republice (SR) jako poradce ve vládě, na ministerstvu nebo v jiném ústředním úřadu státní správy, v generálním sekretariátě Hlinkovy slovenské ľudové strany (HSĽS) nebo na hlavním velitelství Hlinkovy gardy (HG).
Německé úřady vysílaly berátery buď z vlastní iniciativy, nebo na žádost slovenských státních činitelů (nejaktivnější byli v tomto směru představitelé radikálního křídla HSĽS Vojtech Tuka a Alexander Mach). Postavení beráterů nebylo právně zakotveno, přesto měli na Slovensku diplomatické výsady. Jejich cílem bylo zabezpečit nacifikaci režimu SR a dohlížet na to, aby slovenské zdroje co nejvíce přispívaly k německému válečnému úsilí.
Na Slovensku začali první beráteři působit na základě Důvěrného protokolu o hospodářské a finanční spolupráci, který byl podepsán 23. března 1939 v Berlíně a připojen k ochranné smlouvě. Jeho obsah znal jen úzký okruh vládních představitelů. Článek II protokolu ustanovoval, že „Slovensko si vytvoří vlastní měnu a Slovenskou národní banku jako centrální emisní ústav“, přičemž Říšská banka (Deutsche Reichsbank) „vyšle do ředitelství této banky poradce, který bude spolupracovat při všech důležitých rozhodnutích“ a slovenská vláda „přibere tohoto poradce i k sestavování a plnění svého státního rozpočtu a bez jeho souhlasu neschválí žádné úvěry“. Německo postavení beráterů plně prosadilo po salcburských jednáních v červenci 1940.
Na Slovensku působilo asi 20 beráterů (spolu s větším počtem spolupracovníků), přičemž největší vliv měli v letech 1940–1941, za působení vyslance Manfreda von Killingera. Úlohu beráterů vykonávali též členové německé vojenské a policejní mise. Mezi nejvýznamnější berátery patřili Obersturmbannführer Viktor Nageler (HG), Erich Gebert (hospodářství a finance), Obersturmbannführer Albert Smagon (sociální věci) a Hauptsturmführer Dieter Wisliceny (židovská otázka), kterého v roce 1944 nahradil ještě bezohlednější Hauptsturmführer Alois Brunner. Po vypuknutí Slovenského národního povstání činnost beráterů nahradila přímá moc německých okupačních sil.